# Sri-lankische Cricket-Nationalmannschaft in den West Indies in der Saison 2018
Die Tour der sri-lankischen Cricket-Nationalmannschaft in den West Indies in der Saison 2017/18 fand vom 6. Juni bis zum 26. Juni 2018 statt. Die internationale Cricket-Tour war Bestandteil der Internationalen Cricket-Saison 2018 und umfasste drei Tests. Die Serie endete 1–1 unentschieden.

## Vorgeschichte
Die West Indies bestritten zuvor ein Twenty20 gegen eine Weltauswahl,  für Sri Lanka ist es die erste Tour der Saison. Das letzte Aufeinandertreffen der beiden Mannschaften bei einer Tour fand in der Saison 2015/16 in Sri Lanka statt.

## Stadion
Folgende Stadien wurden für die Tour als Austragungsorte festgelegt und am 4. Dezember 2017 bekanntgegeben.
| Stadt         | Land                | Stadion            | Kapazität | Spiele  |
| ------------- | ------------------- | ------------------ | --------- | ------- |
| Bridgetown    | Barbados            | Kensington Oval    | 11.000    | 3. Test |
| Gros Islet    | Saint Lucia         | Beausejour Stadium | 20.000    | 2. Test |
| Port of Spain | Trinidad und Tobago | Queen’s Park Oval  | 25.000    | 1. Test |

## Kaderlisten
Sri Lanka benannte seinen Kader am 11. Mai 2018.
Die West Indies benannten ihren Kader am 25. Mai 2018.
| Test | Test |
| West Indies | Sri Lanka |
| --- | --- |
| - Jason Holder (K) - Devendra Bishoo - Kraigg Brathwaite - Roston Chase - Miguel Cummins - Shane Dowrich (wk) - Shannon Gabriel - Jahmar Hamilton (wk) - Shimron Hetmyer - Shai Hope - Keemo Paul - Kieran Powell - Kemar Roach - Devon Smith | - Dinesh Chandimal (K) - Akila Dananjaya - Dhananjaya de Silva - Niroshan Dickwella (wk) - Asitha Fernando - Lahiru Gamage - Danushka Gunathilaka - Rangana Herath - Lahiru Kumara - Suranga Lakmal - Angelo Mathews - Kusal Mendis - Dilruwan Perera - Kusal Perera - Kasun Rajitha - Dasun Shanaka - Roshen Silva - Mahela Udawatte - Jeffrey Vandersay |

## Tour Match
| 30. Mai – 1. Juni Scorecard | San Fernando | Sri Lankans 428 (119.4) & 135-0 (33) | – | West Indies President's XI 272 (77) |
|                             |              | Remis                                |   |                                     |

## Tests

### Erster Test in Port of Spain
| 6. – 10. Juni Scorecard | Port of Spain | West Indies 414-8d (154) & 223-7d (72) | – | Sri Lanka 185 (55.4) & 226 (83.2) |
|                         |               | West Indies gewinnt mit 226 Runs       |   |                                   |

### Zweiter Test in Gros Islet
| 14. – 18. Juni Scorecard | Gros Islet | Sri Lanka 253 (79) & 342 (91.4) | – | West Indies 300 (100.3) & 147-5 (60.3) |
|                          |            | Remis                           |   |                                        |

Während des Morgens des Tages wurde vor dem Spiel von den Umpires TV-Material gesichtet, welches sie am Abend zuvor angefordert hatten um festzustellen, ob die sri-lankische Mannschaft Ballmanipulationen (Ball tampering) durchgeführt habe. Sie identifizierten den sri-lankischen Kapitän Dinesh Chandimal wie dieser etwas  aus seiner Hosentasche nahm, in den Mund führte und dann auf den Ball verteilte. Daraufhin Sprachen sie eine Strafe gegen das sri-lankische Team aus, dass daraufhin sich weigerte das Spiel wieder aufzunehmen. Sri Lanka monierte den Zeitpunkt der Strafe und den  damit verbundenen Austausch des Spielballes. Nach zwei Stunden Diskussionen wurde das Spiel fortgesetzt. Nach dem Test wurde Chandimal für einen Test gesperrt. Des Weiteren wurde gegen Chandimal, Trainer Chandika Hathurusingha und Team Manager Asanka Gurusinha vom Weltverband eine Untersuchung durchgeführt, ob diese mit der Weigerung das Spiel aufzunehmen gegen den Geist des Crickets verstoßen haben.

### Dritter Test in Bridgetown
| 23. – 27. Juni Scorecard | Bridgetown | West Indies 204 (69.3) & 93 (31.2) | – | Sri Lanka 154 (59) & 144-6 (40.2) |
|                          |            | Sri Lanka gewinnt mit 4 Wickets    |   |                                   |